# Campiglossa agatha
Campiglossa agatha är en tvåvingeart som först beskrevs av Erich Martin Hering 1956.  Campiglossa agatha ingår i släktet Campiglossa och familjen borrflugor.
Artens utbredningsområde är Sri Lanka. Inga underarter finns listade.